# Sauðárkrókur
Sauðárkrókur [ˈsøyːðaur̥ˌkʰrouːkʏr] ist eine isländische Stadt mit 2612 Einwohnern (Stand:  1. Januar 2023).
Sie ist sowohl die größte Siedlung der Großgemeinde Skagafjörður, deren Teil sie seit 1998 ist, als auch die größte Stadt in Nordwestisland überhaupt.

## Geografie
Im Nordwesten Islands gelegen, erstreckt sich Sauðárkrókur nach Norden verjüngend am südlichen Ufer des Fjords Skagafjörður westlich der Mündung der Vestari-Héraðsvötn. Die Stadt liegt an der Mündung des Flusses Sauðá in den Fjord.

## Geschichte
Sauðárkrókur wurde 1858 als offizieller Handelsplatz zugelassen, vorher war der Handel in diesem Teil Islands nur in Hofsós zulässig, das gegenüber auf der anderen Seite des wegen gefährlicher Strömungen berüchtigten Skagafjörðurs liegt. Die erste dauerhafte Besiedlung setzte erst ab 1871 ein. Der Hafen wurde ab 1940 ausgebaut, und die Stadtrechte (kaupstaðurréttindi) wurden am 24. Mai 1947 verliehen. Die Einwohnerzahl lag 1901 bei 407, 1910 bei 473, 1920 bei 501, 1930 bei 779, 1940 bei 959, 1950 bei 1023, 1960 bei 1205, 1970 bei 1600 und 1979 bei 2109. 1989 zählte Sauðárkrókur 2508 Einwohner.
1998 erfolgte die Vereinigung mit zehn Landgemeinden zur Gemeinde Skagafjörður.

## Verkehr

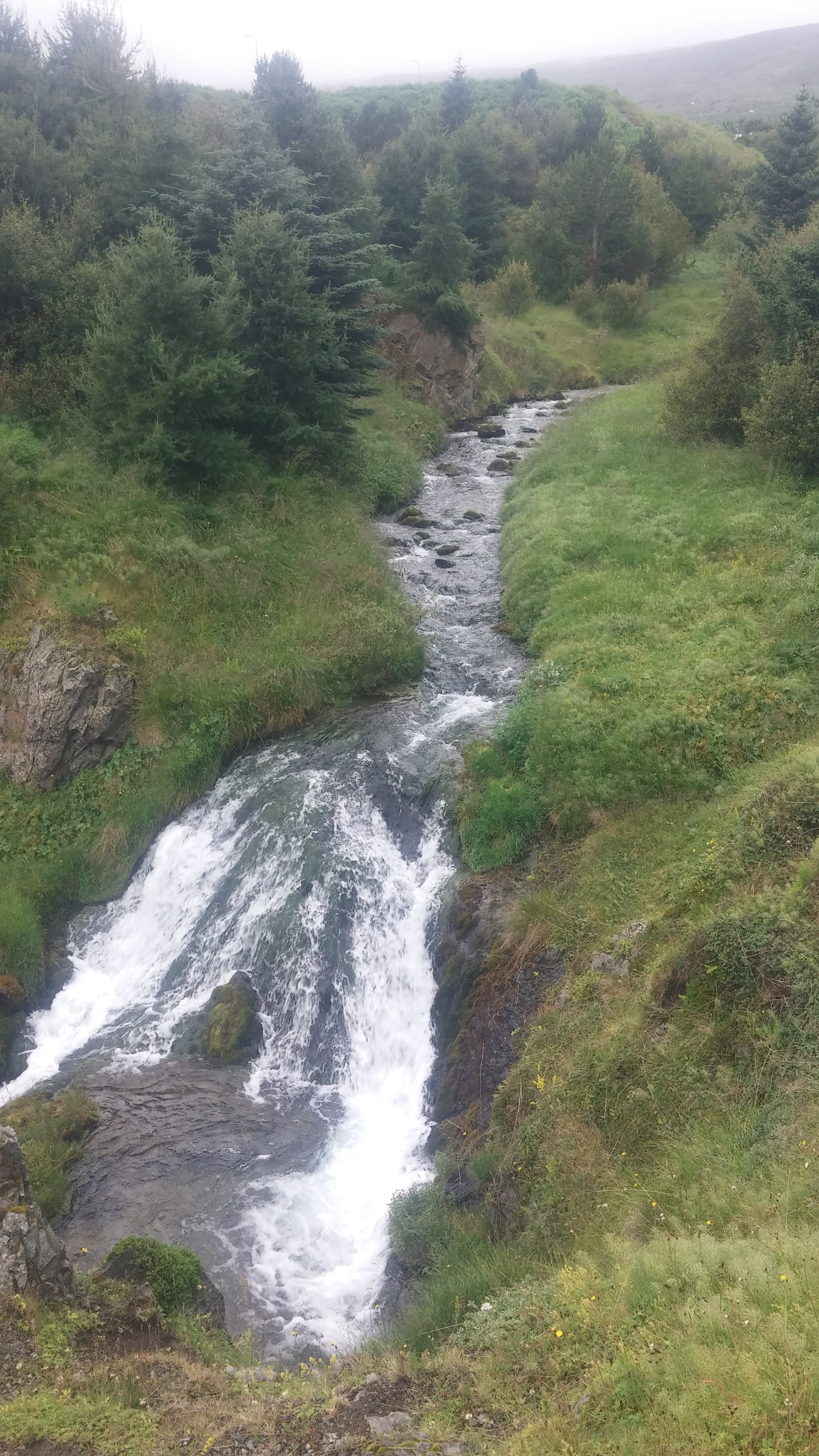
Der Fluss Sauðá gab der Stadt ihren Namen

Die Stadt ist von der Ringstraße  über die Sauðárkróksbraut  gut zu erreichen.
Die Entfernung nach Reykjavík beträgt 290  Straßenkilometer.
Es besteht eine ganzjährige Anschlussverbindung zur Buslinie Reykjavík-Akureyri.
Der 1973–1976 angelegte und im Oktober 1976 eröffnete Flughafen Sauðárkrókur wurde zweimal täglich von der Hauptstadt Reykjavík angeflogen, doch seit 2018 bestehen keine Linienflugverbindungen mehr nach Sauðárkrókur.

## Wirtschaft
Sauðárkrókur ist das Dienstleistungszentrum der Region um den Skagafjörður.
Die bedeutendsten Wirtschaftszweige der Stadt sind Fischfang, Handel und Industrie.
Neben Betrieben zur Verarbeitung von Fisch und Krabben sowie einer Molkerei gibt es eine Vielzahl von Kleinbetrieben, darunter eine Steinwolle-Fabrik. Zusätzlich befindet sich in dem Ort die letzte isländische Gerberei.
Die Gegend ist berühmt als das Mekka des Islandpferdes, da es nirgends in Island mehr Pferdezüchter und Pferde gibt als hier.

## Kultur

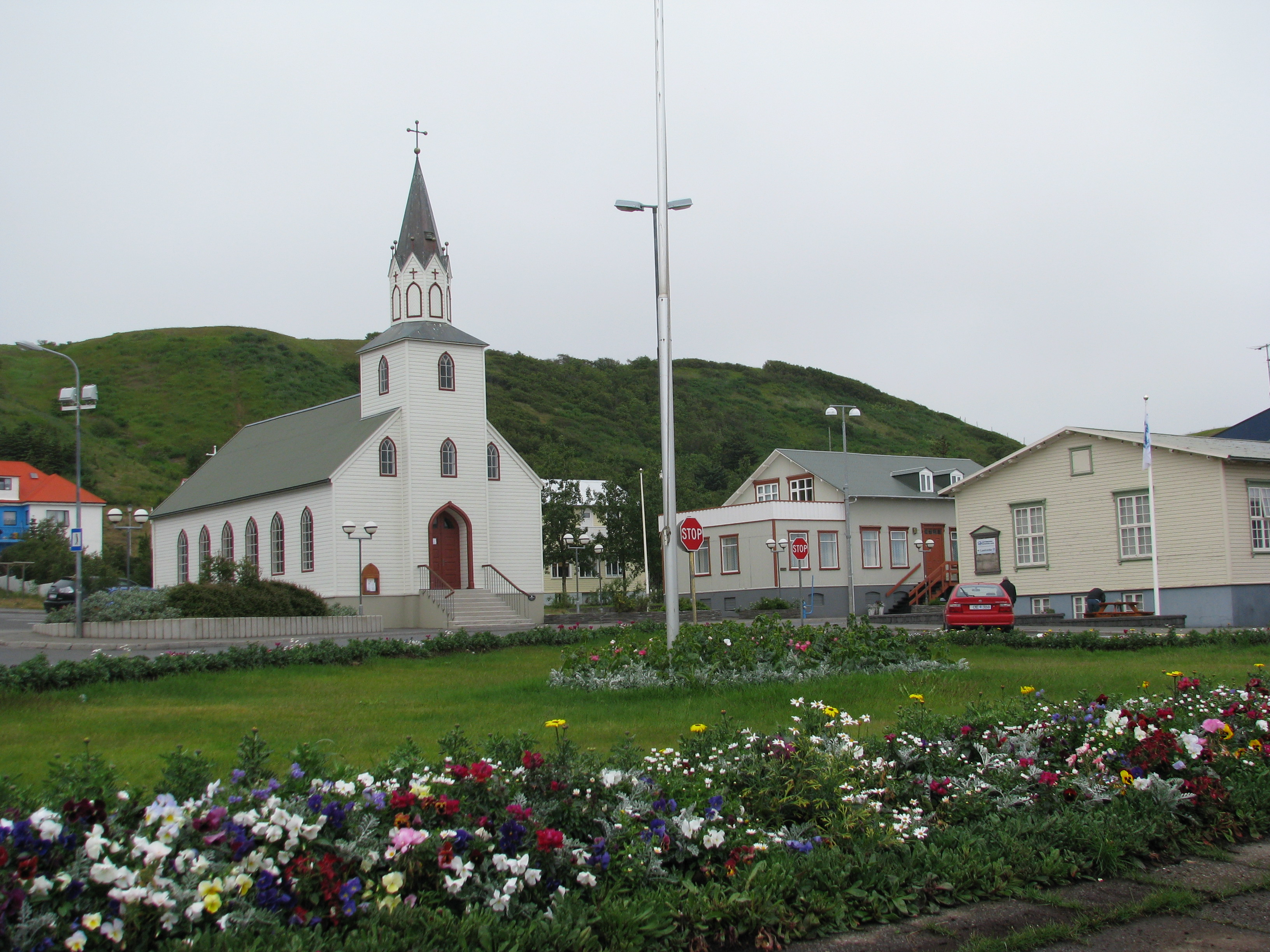
Kirche (1892)

Das Heimatmuseum Minjahús beherbergte u. a. die älteste Nähmaschine auf Island von 1857, sowie eine große Sammlung weiterer Haushaltsgegenstände, Musikinstrumente und Werkzeuge.
Allerdings musste das Museum schließen, das Gebäude wurde von der Gemeinde inzwischen verkauft.
Ein alternativer Standort wurde bis dato (2019) noch nicht gefunden.
In der Hauptstraße ist die Skulptur eines Islandpferdes des isländischen Künstlers Ragnar Kjartansson zu sehen.
Sehenswert sind ebenfalls einige alte Häuser. Die Holzkirche Sauðárkrókskirkja wurde am 9. Dezember 1892 eingeweiht und hat ein berühmtes Altargemälde, das 1895 von dem dänischen Maler Anker Lund gestaltet wurde und die drei Jünger auf dem Weg nach Emmaus darstellt. 1958 wurde die Kirche nach Osten und 1990 nach Westen hin vergrößert.
In der Hauptstraße Aðalgata ist seit 2019 die Ausstellung "1238 Örrustan (The Battle of Iceland)" besuchenswert. Sie bezieht sich auf eine Schlacht zwischen drei verfeindeten Clans, die 1238 in der Nähe von Sauðarkrókur stattfand und das Ende der Unabhängigkeit Islands einleitete: Der König von Norwegen wurde gebeten, den Streit zu schlichten, doch er nutzte seine Macht, um Islands fester an Norwegen zu binden und es 1262 zu annektieren.
Das Hotel Tindastóll aus dem Jahr 1884 gilt als ältestes Hotel Islands und eines der ältesten Holzhäuser der Insel. Für die Renovierung des Hotels wurden überwiegend Treibholz und Steine aus dem Meer verwendet. Es wurde 1820 aus norwegischem Holz als Lagerhaus in Hofsós errichtet, 1833 zunächst nach Grafarós und später dann nach Sauðárkrókur umgesetzt.
Seit 1884 wird es als Herberge genutzt. Nach eigenen Angaben soll hier Marlene Dietrich genächtigt haben.
Im Süden, auf dem Weg nach Varmahlíð, liegt der Museumshof Glaumbær. Ein beliebtes Ausflugsziel ist auch das Waldgebiet Litli Skógur. Dort wurde in der Schlucht Sauðárgil bereits 1911 eine Badeanstalt eingerichtet, die vor einigen Jahren renoviert wurde. Nordöstlich von Sauðárkrókur ist an der Straße nach Siglufjörður die Torfkirche Gröf sehenswert.

## Infrastruktur
Die Stadt verfügt über ein Krankenhaus, eine Apotheke, eine Grund- und Oberschule, eine Bibliothek, ein Sportzentrum mit Schwimmbad und einen Golfplatz. Sauðárkrókur bietet relativ gute Einkaufsmöglichkeiten, Hotels, ein Gästehaus und einen Campingplatz. Der Tourismus gewinnt als Wirtschaftsfaktor für die Region immer mehr an Bedeutung. Verschiedene Unternehmen bieten Reiterferien, Ausflüge zu Pferd und Reitstunden sowie Ausflüge in die Umgebung an, auch auf die vorgelagerten Inseln.

## Söhne und Töchter
- Hannes Pétursson (* 1931), isländischer Schriftsteller
- Gunnar Bragi Sveinsson (* 1968), isländischer Politiker
- Eyjólfur Sverrisson (* 1968), isländischer Fußball-Spieler und Trainer
- Hólmar Örn Eyjólfsson (* 1990), isländischer Fußball-Spieler und Sohn von Eyjólfur Sverrisson
- Eva Pandora Baldursdóttir (* 1990), Politikerin (Píratar)